# Gyula Kellner

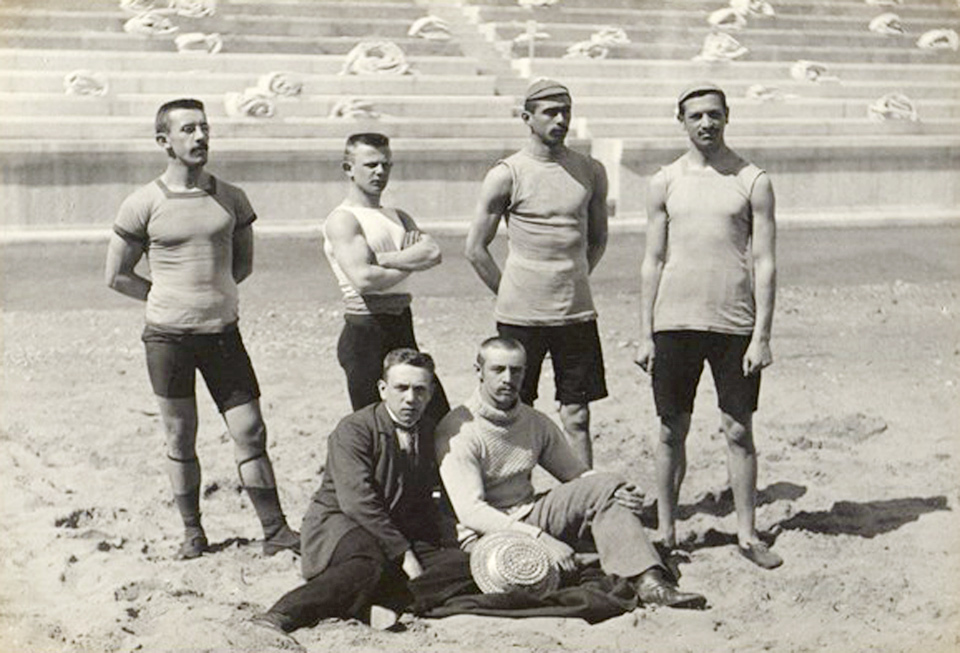
Węgierscy olimpijczycy z 1896 roku

Gyula Kellner (ur. 11 kwietnia 1871 w Budapeszcie, zm. 28 lipca 1940 w Szolnoku) – węgierski lekkoatleta, uczestnik igrzysk olimpijskich w 1896.

## Igrzyska w Atenach w 1896
Gyula Kellner wystartował jako jeden z siedemnastu biegaczy w biegu maratońskim. Węgier na metę dobiegł tuż za Grekiem Spiridonem Belokasem, przegrywając z nim o 5 sekund. Jak się później okazało, Grek część trasy przejechał pojazdem, tym samym został zdyskwalifikowany, a Kellnerowi przypadło 3. miejsce.

## Rodzina
Syn Kellnera Kornél Késmárki również był lekkoatletą, który uczestniczył w igrzyskach olimpijskich w 1928 w skoku wzwyż.